# 태양과 바다의 교실
《태양과 바다의 교실》(일본어: 太陽と海の教室 다이요토 우미노 교시쓰[*])은 2008년 7월 21일부터 9월 22일까지, 매주 월요일 밤 9시 ~ 9시 54분에 후지 TV에서 방송된 오다 유지 주연의 드라마이다.

## 개요
가나가와현 쇼난의 고등학교에 부임한 교사 사쿠라이 사쿠타로(오다 유지 분)와 고교 3학년 학생들을 중심으로한 이야기.
게츠쿠 학원 드라마는 1991년 4월, 아사노 유코 주연의 《학교에 가자!》 이후 17년, 오다 유지의 게츠쿠 주연은 2004년 10월 《라스트 크리스마스》 이후 3년 3개월만이다.
캐치프레이즈는 우리의 상식을 뛰어넘지 말아주세요, 선생님.

## 줄거리
무대는 쇼난의 유명 사립 쇼난학관고등학교. 이 학교에서는 이사장 카미야 류노스케(코히나타 후미요 분)의 편차치 지상주의로, 수험 중시의 교육 방침 아래 학생들은 치열한 수험 공부에 힘쓰고 있다.
이 쇼난학관에 다니는 3학년 1반 네기시 히로키(오카다 마사키 분)와 시라사키 리쿠(키타노 키이 분)는 통학도중 갑자기 나타난 정체불명의 남자가 바다에 빠진 아이들을 구출하는 장면을 보게된다. 그 남자는 히로키와 리쿠의 반에 새로운 담임으로 부임한 사쿠라이 사쿠타로(오다 유지 분)였다.
사쿠라이의 이상한 수업 방식에 부담임 에노키도 와카바(키타가와 케이코 분)와 학생들은 사쿠라이를 상대하지 않기에 이르지만, 사쿠라이는 전혀 신경 쓰지 않고 때로는 대담하게, 때로는 끈기 있게 학생들의 문제를 해결해 간다.
하지만 사쿠라이가 부임된 진짜 이유는 쇼난학관이 안고 있는 비밀을 해결하기 위함이였다.

## 등장 인물

### 쇼난학관고등학교

#### 3학년 1반
- 사쿠라이 사쿠타로 - 오다 유지

39세. 1968년 10월 6일생. 3학년 1반의 담임. 형식을 깬 언동으로 주위에서 미움받는 스타일. 동경대학 경제학부 경영학과 수석 졸업, 스탠퍼드 대학교 경영 대학원 졸업, 24세에 MBA를 취득한 엘리트. 예전에는 상사(商社)Man이었지만 부임처인 아프리카 빈곤국에서의 체험을 바탕으로 교사로 전직(轉職)한다. 가족 구성이나 결혼 경험등에 대해서는 수수께끼인 점이 많다.
- 에노키도 와카바 - 키타가와 케이코

23세. 3학년 1반의 부담임. 현대문학 담당의 신참 교사. 하세베의 딸. 사쿠라이와 같은 동경대학 졸업. 어렸을 때부터 공부를 잘했지만 딱히 하고 싶은 것을 찾지 못해, 부모의 영향으로 쇼난학관의 교사가 되었다. 결과적으로 의욕도 신념도 없는 교사가 되었지만, 어떤 사건을 계기로 교사로서의 의지를 찾아 간다. 사쿠라이의 독특한 수업 방식에 경악을 금치 못했지만, 서서히 신뢰와 존경의 마음을 품어 간다.
- 네기시 히로키 - 오카다 마사키 (아역: 키타무라 타쿠미)

18세. 수영부 에이스. 외모도 성격도 출중한 3학년 1반의 리더적인 존재. 하지만 성적만큼은 나쁘다. 아버지같은 조선기사를 꿈꿨지만 본가의 조선소가 대형 조선회사의 하청업체가 되자, 변해버린 아버지의 모습을 보고 절망한다. 하지만 사쿠라이를 만나 본래 자신의 꿈을 되찾는다. 졸업 후에는 리쿠와 같은 대학교에 진학하고 싶다는 정도의 생각이었지만, 최종화에서는 아버지의 뒤를 잇기위해 조선학과가 있는 히로시마의 대학에 진학할 뜻을 리쿠에게 밝히고, 좋아한다고 고백한다. 좋아하는 음식은 크레이프.
- 시라사키 리쿠 - 키타노 키이 (아역: 시라사카 나나)

17세. 항상 사쿠라이에게 말려들어 함께 행동하고 있다. 쇼난학관의 전통행사인 일륜제의 실행위원장이다. 활발하고 건강한 반면 약간 덜렁이. 본가는 "CAFE SEA-LASS"라는 이름의 찻집을 운영, 방과 후 학생들의 집합소. 네기시 히로키와는 초등학교 때부터 소꿉친구로 늘 함께 다니기 때문에 주변 사람들은 두 사람이 사귄다고 생각하지만, 정작 본인들끼리는 애매한 관계. 최종화에서 히로키에게 고백 받고 연인이 된다.
- 타바타 하치로 - 하마다 가쿠

18세. 통칭 하치. 덥수룩한 헤어스타일에 익살스러운 캐릭터로, 교실 분위기를 고조시키는 무드 메이커적인 존재. 언제 어디서나 유머를 잊지 않는다. 본가는 전병가게를 운영. 야시마 아카리를 좋아한다고 공언하고 다니지만 정작 아카리에게는 무시 당한다. 여러 사건을 통해 겨우 그 감정이 열매를 맺지만, 그 직후 츠기하라 유키노의 자살 소동에 휘말려 사망한다. 사쿠라이를 동경해 교사를 꿈꿨다. 전갈자리, O형.
- 야시마 아카리 - 요시타카 유리코

18세. 바쁜 부모 밑에서 자라서인지 쿨하고 점잖은 성격. 학년 제일의 미소녀라고 불린다. 연상의 남성 7명과 동시에 사귀고 있다. 하지만 그것때문에 트러블에 휘말리고 사쿠라이에게 구제된다. 사실 히로키를 좋아하지만, 히로키가 리쿠를 좋아하는 것을 알기 때문에 자신의 본심을 전하지 않고 있다. 하치로를 심부름꾼 정도로 밖에 생각하지 않지만, 결국 그의 한결같은 다정함에 이끌려 사귀게 된다. 좋아하는 색깔은 하늘색, 좋아하는 음식은 연유. 최종화에서 교사가 되기로 결심한다.
- 쿠스노키 야마토 - 토미우라 사토시

17세. 어렸을 때부터 공부를 잘했고 철학적이었다. 하지만 공부 외에 별다른 재주가 없는 것에 열등감을 가지고 있고, 공부를 못하는 사람을 깔보는 경향이 있다.
- 히가키 모이치 - 카기모토 아키라 (Lead)

18세. 수영부. 스포츠 특기생으로 입학한 체육계. 특기는 서핑. 히로키와는 사이좋은 친구다.
- 사와미즈 하나 - 타니무라 미츠키

17세. 성적으로는 학년 톱. 냉정한 공부벌레 타입인 듯 하지만, 야마토와의 교제를 계기로 수험 공부에 의문을 품는다. 전교 방송으로 그 의문을 이야기했다는 이유로 학교측에서 퇴학 처분을 받을 상황에 처한다. 그러나 후에 사쿠라이의 조언으로 공부에의 의미를 찾고, 야마토와 함께 수험에 매진한다. 지망교는 게이오 대학 의학부 의학과였지만, 최종화에서 간병에 관한 공부를 하고 싶다고 고백한다.
- 카와베 에이지 - 야마모토 유스케

18세. 불량스러운 겉모습에 우등생이 많은 쇼난학관에서는 튀는 존재. 학교를 자퇴하려 했지만 와카바의 설득으로 자퇴할 생각을 접는다. 원래는 머리가 좋은편이지만, 가정 환경 문제로 성적이 떨어졌다.
- 키무라 유나 - 쿠로세 마나미

17세. 3학년 1반의 학급위원장. 매우 진지한 성격. 미사키를 좋아한다.
- 미사키 마사유키 - 나카무라 유이치 (D-BOYS)

18세. 피아노 특기생이지만 주위의 기대에 반발한다. 찰랑찰랑한 헤어스타일의 피아노 왕자.
- 츠기하라 유키노 - 오오마사 아야

17세. TEEN 잡지 "TOPTEEN"에서 패션 모델을 하고 있다. 절친이라고 생각했던 동급생 노노무라 미유에게 남자친구를 빼앗기고 자살 결심을 한다. 그 결심으로 주변 사람들을 사건에 휘말리게 한다.
- 토모노 케이고 - 카쿠 켄토

18세. 3학년 1반의 학급위원장. 전 농구부 캡틴, 만능 스포츠맨.
- 후나키 마유 - 마에다 아츠코 (AKB48)

17세. 진지한 표정으로 밤마다 UFO나 외계인과 교신하고 있다고 공언하고 있다. 그 때문인지 수업 중에는 대부분 정신없이 잠들어 있다. 어렸을 때 친부모에게서 버림받고, 고아원에서 지금의 양부모를 만났다.
- 후지사와 리사 - 쿠츠나 시오리

17세. 수영부 매니저.
| - 츠바키 아카네 - 나츠오 사치 - 이나무라 준 - 이토 미키 - 카마쿠라 료타 - 오오와다 켄스케 - 사루시마 코치 - 고토 카즈오 - 이시가미 유타 - 사이토 료 - 카와시마 요코 - 토가노 에리카 - 히라츠카 코타 - 마츠나가 카즈야 - 와다 아키히로 - 키네모토 미네히로 | - 스와 히토미 - 스기모토 리사 - 마루야마 다이스케 - 오카와 마사히로 - 카타세 미즈호 - 겐자키 토모에 - 치바 사키 - 코마츠바라 아키 - 아라이 나미 - 토코(JK21) - 코시고에 카이토 - 나카가와 쇼타 - 쿠게누마 모에 - 와카나 |

#### 교직원
- 카미야 류노스케 - 코히나타 후미요

55세. 이사장. 교육방침을 두고 사쿠라이와 대립한다. 원래는 실업가로, 적자인 명문교를 매수해 철저한 성과주의로 흑자 전환에 성공해 온 교육계 개혁파의 기수. 중학교를 졸업하면서부터 고생을 거듭해 현재의 지위에까지 오른 자신의 경험때문인지, 학생들을 일류대학에 합격시키는 것에 매우 신경쓰지만, 정작 학생을 번호로 부르는 등 학생 개인에게의 관심은 없다. 사쿠라이를 부임시킨 직후 이념이 어긋나는 교장 하세베의 인사권을 박탈해 더는 정면으로 맞설 사람이 없는 독재자.
- 하세베 쿄카 - 토다 케이코

50세. 교장. 와카바와는 모녀지간. 일본여자대학 졸업. 사쿠라이를 쇼난학관고등학교에 부임시킨 장본인. 학교의 비밀을 알고, 사쿠라이가 해결의 열쇠를 쥐고 있을 거라고 생각한다. 자유로운 교풍과 학생의 인격을 존중하는 교육이념을 가지고 있었지만, 카미야 이사장 취임 후에는 편들어 주는 사람이 서서히 줄었고, 사쿠라이를 부임 시킨 후에는 교장으로서의 실권을 완전히 잃었다.
- 시바쿠사 슈헤이 - 야시마 노리토

38세. 수학, 진로지도상담 담당. 항상 화려한 정장을 입고, 일방적으로 사쿠라이를 라이벌로 여긴다. 카미야 등 권력자에 약하지만, 학교의 문제를 알게되면서 서서히 카미야 파와 거리를 둔다. 후에 사쿠라이와 화해하고 협력하기로 한다. 세계사 교사 자격증도 가지고 있다.
- 아카키 야스노리 - 이케다 테츠히로

36세. 음악담당 교사. 음악은 진학교에서는 주요 과목이 아니기 때문에, 소질있는 학생을 예대에 합격시키기에 혈안이 되어있다.
- 마야마 하루카 - 키치세 미치코

31세. 영어담당 교사. 이사장의 이념을 절대적으로 찬성하고 마지막까지 따른다.
- 요다 노리토 - 이마이 유우조

29세. 체육담당 교사. 시바쿠사, 아카키와 함께 이수 누설 발각 후 사쿠라이와 손잡는다.
- 마키무라 하지메 - 코바야시 스스무

45세. 부교장. 이사장의 예스맨이었지만, 이수 누설 발각 후 사쿠라이와 손잡는다. 가정과 교사 자격증을 가지고 있다.

### 게스트
- 네기시 마사히로 - 마츠시게 유타카 (제1화)

히로키의 아버지. 조선소가 대형 조선회사의 하청업체가 되자 의욕을 상실하지만, 사쿠라이의 도움으로 다시 일어선다.
- 스에요시 하루오미 - 나카무라 토모야 (제1화)

쇼난니시 고등학교 학생, 네기시 조선소를 하청한 대형 조선회사의 아들. 부친의 권위를 마음대로 휘둘러 히로키를 똘마니 취급한다. 수영 대항전에서 일부러 지라고 협박하고 리쿠를 이용하려 하지만, 사쿠라이의 방해로 줄행랑 친다.
- 시라사키 타마미 (리쿠의 엄마) - 미키 타카코 (제1·4·최종화)
- 할머니 - 이치카와 치에코 (제1화)
- 카와바타 쇼고 - 카나메 준 (제2화)

아카리의 교제 상대 중 한명. 스토커같은 성격으로, 아카리를 별장으로 꾀어내 감금시키려 한다.
- 코이케 유야 - 밋치 (제2화)
- 마이 - 호시이 나나세 (제4화)
- 코바토 - 와타나베 밤비 (제4화)
- 하나의 엄마 - 쿠사카 유미 (제5화)
- 후나키 타카히코 - 단칸 (제6화)
- 후나키 스즈미 - 미호 준 (제6화)

마유의 부모. 하지만 어린 마유를 고아원에서 데리고 왔기 때문에 혈연관계는 아니다. 중화요리집 경영.
- 노노무라 미유 - 코바야시 나츠코 (제7화)
- 츠기하라 카츠하루 - 키무라 야스지 (제8화)
- 츠기하라 에리 - 아키모토 나오미 (제8·9화)

유키노의 부모. 경제적으로 꽤 유복.
- 타바타 나오코 - 우메자와 마사요 (제9화)
- 타바타 히사시 - 타케모토 카즈마사 (제9화)

하치로의 부모.

## 음악
주제가
UZ - 너의 눈동자를 사랑해 (君の瞳に恋してる 키미노 히토미니 코이시떼루[*])
삽입곡
사이먼 앤 가펑클 - The Sound of Silence

## 방영일, 부제 및 시청률
| 각 화                                                          | 방송일          | 서브 타이틀 | 연출            | 시청률 |
| -------------------------------------------------------------- | --------------- | --- | --------------- | ------ |
| 제1화                                                          | 2008년 7월 21일 | 지구에서 제일 열정적인 교사가 바다에서 나타났다!! (地球一熱い教師が海からやってキター!!)                                                                                             | 와카마츠 세츠로 | 20.5%  |
| 제2화                                                          | 2008년 7월 28일 | 지구에서 제일 열정적인 교사 VS 사랑을 돈으로 파는 여고생! 진심으로 좋아한다면 가슴을 펴고 바보가 되어라!! (地球一熱い教師VS恋を金で売る女生徒! 本気で好きなら胸を張って馬鹿になれ!!) | 와카마츠 세츠로 | 14.4%  |
| 제3화                                                          | 2008년 8월 4일  | 죽지마, 형! 뜻밖의 선상 대수술 (死ぬな! お兄ちゃんまさかの船上大手術) | 다니무라 마사키 | 12.7%  |
| 제4화                                                          | 2008년 8월 11일 | 벼랑 위의 쇼팽 (崖の上のショパン) | 다니무라 마사키 | 10.7%  |
| 제5화                                                          | 2008년 8월 18일 | 우등생의 반란…밝혀진 비밀 (優等生の反乱…明かされた秘密) | 와카마츠 세츠로 | 14.7%  |
| 제6화                                                          | 2008년 8월 25일 | 친구의 SOS가 들리십니까? (友達のSOSが聞こえますか?) | 다니무라 마사키 | 14.0%  |
| 제7화                                                          | 2008년 9월 1일  | 친구의 죽음…선생님 미안해요 (友達の死…先生ごめんなさい) | 나가야마 고우조 | 14.1%  |
| 제8화                                                          | 2008년 9월 8일  | 친구의 죽음·마지막에 본 너의 웃는 얼굴…이별은 갑자기 (友達の死・最後に見た君の笑顔…さよならは突然に)                                                                                 | 다니무라 마사키 | 13.3%  |
| 제9화                                                          | 2008년 9월 15일 | 안녕 (さよなら) | 나가야마 고우조 | 14.5%  |
| 최종화                                                         | 2008년 9월 22일 | 마지막 수업…눈물이 마지막 메시지 (最後の授業…涙のラストメッセージ) | 와카마츠 세츠로 | 15.6%  |
| 평균시청률 14.8% (시청률은 간토 지방 기준, 비디오 리서치 조사) |                 | |                 |        |